# Hans Bütikofer
Hans Eduard Bütikofer-Perret (ur. 29 lipca 1915 w Chur, zm. 12 stycznia 2011 w Thun) – szwajcarski bobsleista, srebrny medalista igrzysk olimpijskich.

## Kariera
Bütikofer był wszechstronnym sportowcem, uprawiał między innymi pływanie, lekkoatletykę, piłkę wodną i hokej na lodzie. Największy sukces osiągnął jednak w bobslejach, wspólnie ze swym kuzynem Reto Capadruttem, Hansem Aichele i Fritzem Feierabendem zdobywając srebrny medal w czwórkach podczas igrzysk olimpijskich w Garmisch-Partenkirchen w 1936 roku. Był to jego jedyny start olimpijski i jedyny medal wywalczony na międzynarodowej imprezie tej rangi. Bütikofer dotarł także do rundy finałowej hokejowych mistrzostw Szwajcarii w sezonie 1934/1935 w barwach drużyny GG Bern. Po zakończeniu kariery był między innymi honorowym prezydentem Związku Szwajcarskich Olimpijczyków.